# The Chronicles of Narnia: Prince Caspian
The Chronicles of Narnia: Prince Caspian (с англ. — «Хро́ники На́рнии: Принц Ка́спиан») — это видеоигра в смешанном жанре экшена и квеста, разработанная компанией Traveller’s Tales специально к выходу кинофильма с таким же названием. Игра была анонсирована на «E3 2007». Версии игры для Nintendo DS, Xbox 360, PS2 и PS3 были выпущены 25 мая 2008 года. Версия для Wii была выпущена 27 мая 2008 года. Версия для Windows была выпущена 31 мая 2008 года. На данный момент это последняя игра от Traveller’s Tales разработанная вне видеоигр LEGO

## Сюжет
С тех пор, как закончилось первое приключение, в нашем мире прошёл год, а в Нарнии — почти 1300 лет. Злодейский король Мираз отстраняет законного короля, своего племянника принца Каспиана от правления Нарнией. Каспиан использует волшебный рог Сьюзен, который был оставлен в Нарнии, чтобы вызвать четырёх королей «Золотого века Нарнии», которые должны помочь ему и маленькой армии нарнийцев вернуть ему по праву принадлежащий трон.

## Игровой процесс
В игре присутствуют двадцать доступных для игры персонажей, из которых четверо доступны на первом уровне, у каждого персонажа есть различное оружие и способности. Среди персонажей: Дети Пэвенси, принц Каспиан, Гленсторм, Трампкин, доктор Корнелиус, Рипичип, гигант Вимблеветер и минотавр Астериус. Кроме них, для игры доступны также несколько безымянных персонажей, включая деревья, фавнов, кентавров, полуросликов и минотавров. Также можно управлять гигантами, грифонами и лошадьми после того, как их оседлает персонаж игрока. Игровой процесс протекает в стиле hack & slash, по ходу которого необходимо решать различные головоломки, чтобы всё дальше продвигаться в игре и разблокировать бонусный материал. Бонусный материал разблокируется главным образом путём открытия сундуков с сокровищами, для открытия которых требуется определённое количество ключей. Игра разбита на шесть глав, в которых рассказывается о последней битве нарнийско-телмаринской войны. Каждая глава имеет определённое количество уровней, что существенно увеличивает игровой процесс. Кроме вышеупомянутых глав, в игре есть четыре бонусных уровня, которые могут быть разблокированы и пройдены.

## Уникальные сцены
«Walt Disney Pictures» записала для игры две уникальные сцены, которых не будет в кинофильме. Они включают сцену, где Корнелиус рассказывает Каспиану о нарнийцах и войне, и сцену, где Каспиан падает в огромный кратер в земле, после чего в игре начинается его битва с Глозелль.

## Отзывы критиков
| Сводный рейтинг | Сводный рейтинг | Сводный рейтинг |
| Издание         | Оценка          | Оценка          |
| Издание         | PS3             | Xbox 360        |
| --------------- | --------------- | --------------- |
| GameRankings    | 59,12 %         | 61,78 %         |

Версия для Nintendo DS получила среднюю оценку в 52,2 %, основанную на 9 обзорах на агрегаторе обзоров GameRankings.
Согласно голосам пользователей на «Metascore» (три голоса), ПК-версия получила 9,3 из десяти.
Версия игры для PlayStation 2 пока что получила всего один голос критика. Это было на «Cheat Code Central» и они дали ей 70 из 100. Согласно голосам пользователей на «Metascore» (четыре голоса), игра получила 9,2 из 10. См. http://www.metacritic.com/games/platforms/ps2/chroniclesofnarniaprincecaspian Архивная копия от 22 июня 2008 на Wayback Machine